# The Great Phatsby
The Great Phatsby (El Gran Gordasby en Hispanoamérica y El Gran Gordsby en España) es un episodio perteneciente a la vigesimoctava temporada de la serie animada Los Simpson, emitido originalmente el 16 de enero de 2017 en EE.UU. La primera parte de este doble episodio fue dirigido por Chris Clements y la segunda por Timothy Bailey, siendo escrita la primera parte por Dan Greaney y la segunda junto Matt Selman. Es el único episodio de la serie en contar con una hora de duración, y el segundo en ser de dos partes (tras Who Shot Mr Burns?, de la sexta/séptima temporada).

## Sinopsis

### Primera Parte
Bajo narración de Homer, El Sr. Burns recuerda su pasado, principalmente por cómo solía realizar fiestas costosas en su propiedad de Middle Hampton en Lengthy Island. Smithers sugiere que haga una nueva para revivir sus días de gloria. Organizando por el propio millonario, Smithers es encomendado a traer una tonelada de hielo desde el norte de Canadá. Previamente a su viaje, éste le pide a Homer que pueda invitar a sus amigos y conocidos a la fiesta, pasándole unas invitaciones para que las distribuya. Homer decide invitar a su familia y a varios ciudadanos de Springfield a la fiesta de Burns. Con la expectativa de que sería algo memorable, la fiesta termina siendo un fracaso debido a que Burns fue mezquino con los gastos de la misma, siendo recriminado por los invitados.
Mientras es consolado por Homer después de la fiesta, Burns divisa otra fiesta al otro lado de la bahía, por lo que su trabajador lo alienta a ir en un bote hacia dicho lugar. Abordando al muelle, ven que la fiesta está repleta de excentricidades y lujos, tal y cómo solía hacerlo Burns en el pasado. Y aunque los invitados no sabían mucho sobre el que organizó la fiesta, Burns y Homer llegan a la oficina del mismo, quien se llama Jay G. Cuando ambos se presentan ante el anfitrión, éste se molesta y amenaza con eliminarlos, pero al instante que escucha el nombre de Burns, se sorprende y se alegra de conocerlo. Jay G les revela que su fortuna se debe al libro que Burns había escrito "The Rungs of Ruthlessness" (Los peldaños de la crueldad), por lo que agradecido por ello, permite que Burns y Homer disfruten de la fiesta.
Al día siguiente, la familia de Homer explora Middle Hampton y, mientras visitan una heladería, un niño rico llamado Blake Black se pone delante de ellos en la fila. Tras ser reprendido por haberlo hecho, Blake ofrece pagar los helados de todos los presentes. Lisa se siente inicialmente incómoda por el comportamiento de Blake, pero cuando Blake se interesa y quiere salir con ella, Lisa reconsidera su juicio sobre él. Mientras tanto, Bart, furioso por estos desarrollos en las vidas de su familia, conoce a un vendedor de velas aromáticas, quien le ofrece contarle cómo Jay G arruinó su oportunidad de ser reconocido si compra una de sus velas. Bart rechaza la oferta, tras sentirse muy poco impresionado por la vela más barata disponible. Luego, Lisa una vez más se siente molesta por Blake cuando este hace métodos poco éticos para mejorar su observación de las ballenas y lo rechaza. Blake intenta compensar la situación al organizar una protesta por los caballos en un evento, y cuando parece haber recuperado su confianza, otro chico aparece y le ofrece personalmente a Lisa una oportunidad para peinar los caballos. Ella acepta y rechaza a Blake, quien lamenta haber cambiado por nada.
Mientras tanto, El Sr. Burns y Jay G continúan reforzando su amistad, con Jay G dándole a Burns una tarjeta de crédito especial sin límite de gasto como regalo por haberle inspirado. Incitado por Jay G, El Sr. Burns empieza a gastar con su nueva tarjeta, hasta que se entera de que ha quedado en bancarrota. Se entera de que Jay G diseñó la tarjeta para engañar a Burns y quitarle su fortuna, y se une a su mascota Goosius y Alicia Keys en burlarse de la desgracia de Burns en un vídeo viral. Con todos los bienes del Burns absorbidos por el imperio de Jay G, Burns se encuentra desamparado.

### Segunda Parte
Habiendo perdido todo contra Jay G y con Smithers aun en Canadá, el Sr. Burns encuentra que la única persona leal que tiene es Homer. Homer consulta a Marge si debería trabajar en la Planta Nuclear de Springfield, cuyo dueño es ahora Jay G, y se entera de que la vida en Middle Hampton ha llevado a que Marge abra una pequeña tienda especializada en artículos adorables. Dado que la familia no puede vivir de la tienda, Homer no tiene otra alternativa que traicionar a Burns y seguir trabajando en la planta, donde Jay G lo manda a arrojar los ítems restantes de la oficina de Burns y desmantelar las trampas que el propio Burns había puesto como último vestigio de su poder. Jay G le dice a Homer que se ha ganado su aprobación y le da un ilimitado suministro de postres. Arrepentido, Homer va al cementerio de Springfield a vomitar en una tumba abierta y encuentra al Sr. Burns en el mausoleo de su familia. Homer jura nunca volver a la planta, para así ayudar al Sr. Burns a vengarse de Jay G.
A la noche siguiente, Homer y el Sr. Burns planean su venganza, cuando descubren que Bart los ha estado espiando. Ya que Homer nunca le contó a Marge sobre sus planes, Homer tiene la idea de dejar que Bart los ayude a realizar su venganza, y Bart le pide a Milhouse que use su conocimiento de la historia del rap para averiguar sobre el trasfondo de Jay G y buscar una forma de arruinar su reputación. Durante la investigación, Bart reconoce al vendedor de velas que conoció hace poco, y Milhouse le dice que es el exescritor de Jay G, Jazzy James, quién cayó en el olvido tras una discusión. El grupo visita a Jazzy, quien le explica que él escribió todo el material para el primer disco de Jay G, pero no podía ganar dinero debido a que fue forzado a firmar la autorización para que Jay G se quedara con todos los derechos de autoría. Jazzy es contratado para escribir un rap de venganza dirigido a Jay G.
Homer visita a Marge nuevamente y se entera de que se ha vuelto desquiciada al ser dueña de la tienda. Homer y Bart se enteran de que ha sido afectada por la “maldición a la pequeña y adorable tienda”, ya que las tiendas como las de Marge existen desde que la gente de clase alta quieren un lugar para que sus amigos pasen después de una clase de spinning. Mientras tanto, durante un descanso de las sesiones de grabación para el rap de venganza, el Sr. Burns y el grupo conocen a la exesposa de Jay G, Praline, quien golpea a Homer salvajemente, pero también les ayuda al traer a Common, RZA, y Snoop Dogg para formar un grupo llamado Hate Squad. En la noche del concierto en el que debutaría el rap de venganza, sin embargo, Jay G aparece y anuncia a Burns que compró los derechos de masterización del tema para deshacerse de él, y Jazzy James y los otros raperos traicionan a Burns. Mientras Jazzy James admite que Jay G es demasiado bueno para ser vencido, Praline declara que ella no recuerda odiar a Jay G mientras que Common declara que los actos de traición son parte del camino de la vida.
Homer regresa a la tienda de Marge para confesar sus acciones. Marge le perdona, citando su gran corazón y manteniéndose leal a Burns. Mientras Burns prepara una nueva venganza, Marge vende su tienda ya que no puede seguir manteniéndola. Burns realiza su plan al entrar a la mansión de Jay G y capturar a Goosius. Jay G va a alimentar a Goosius, solo para descubrir que Goosius fue aparentemente asesinado y cocinado por el Sr. Burns. Cuando Jay G esta a punto de lamentar la pérdida de su mascota, se revela que Goosius sigue con vida, ya que Homer se negó a matarlo y en su lugar compró un ganso rostizado de una gasolinera local. Burns y Jay G persiguen a Goosius, con el primero tratando de matarlo. Ambos terminan colgando de un candelabro que está a punto de caer. Con la muerte de ambos aparentemente inminente, Jay G le confiesa a Burns que la verdadera razón por la que lo traicionó fue porque estaba siguiendo su libro de consejos, específicamente la última página: “Nunca serás despiadado de verdad hasta que destruyas a aquél que te hizo.” Siendo Burns su inspiración, poniéndolo en bancarrota era el peldaño final.
Cuando el candelabro cae, Burns y Jay G son salvados por la propicia intervención de Smithers, quien finalmente regresó de su aventura de Canadá, aunque el hielo de lago que Burns había pedido quedó reducido a agua. Al final, la familia regresa a Springfield, y Burns, con su riqueza e imperio restaurados, intenta incorporar un momento de apreciación musical en el turno diario en la planta nuclear (aunque parece reconsiderar la primera vez que lo promulga).